# Hendrick Avercamp

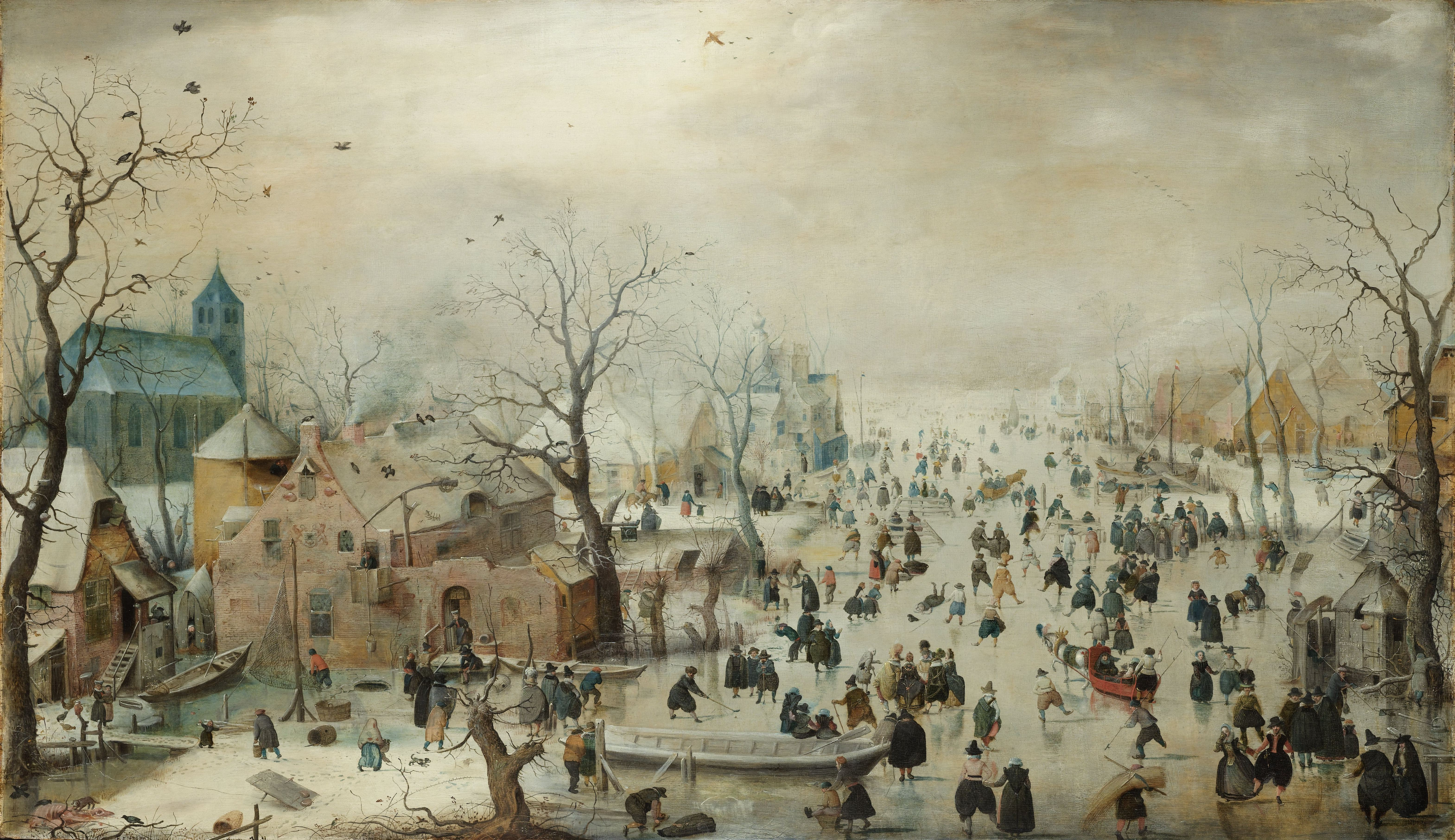
Paisatge hivernal amb esbarjo sobre el gel, 1608
Rijksmuseum (Amsterdam)

Hendrick Avercamp (Amsterdam, gener de 1585 - Kampen, maig de 1634) va ser un pintor neerlandès que va pintar sobretot escenes hivernals de patinatge sobre canals glaçats.

## Vida
Avercamp va néixer a Amsterdam però a l'edat d'un any es va mudar amb els seus pares a Kampen. El seu pare era farmacèutic. Avercamp era sord i a conseqüència d'això no va aprendre a parlar i va rebre el sobrenom el Mut de Kampen. La seva mare li donava classes d'escriure, però dibuixar li agradava més perquè li permetia mostrar millor els seus sentiments.
A l'edat de dotze anys Avercamp va començar classes de dibuix amb un dibuixant pobre, que va morir durant una epidèmia de pesta, igual que el pare i el germà d'Avercamp. A 18 anys es va mudar amb un oncle a Amsterdam, on va seguir un aprenentatge amb, entre d'altres, Pieter Isaacsz (pintor d'història i de retrats). A Amsterdam va conèixer l'obra de pintors flamencs, com Gillis van Coninxloo i Pieter Brueghel el Vell. Avercamp es va especialitzar en pintar escenes a l'hivern de patinatge sobre gel. Probablement va tornar a Kampen el 1607, on va treballar fins a la seva mort el 1634, a l'edat de 49 anys.

## Obra
Probablement Avercamp va pintar en el seu taller amb l'ajuda d'esbossos que havia fet a l'hivern. La seva obra, malgrat ser molt específica i local, és apreciada internacionalment per les seves escenes costumistes i humorístiques executades amb molta precisió tècnica.

## Galeria

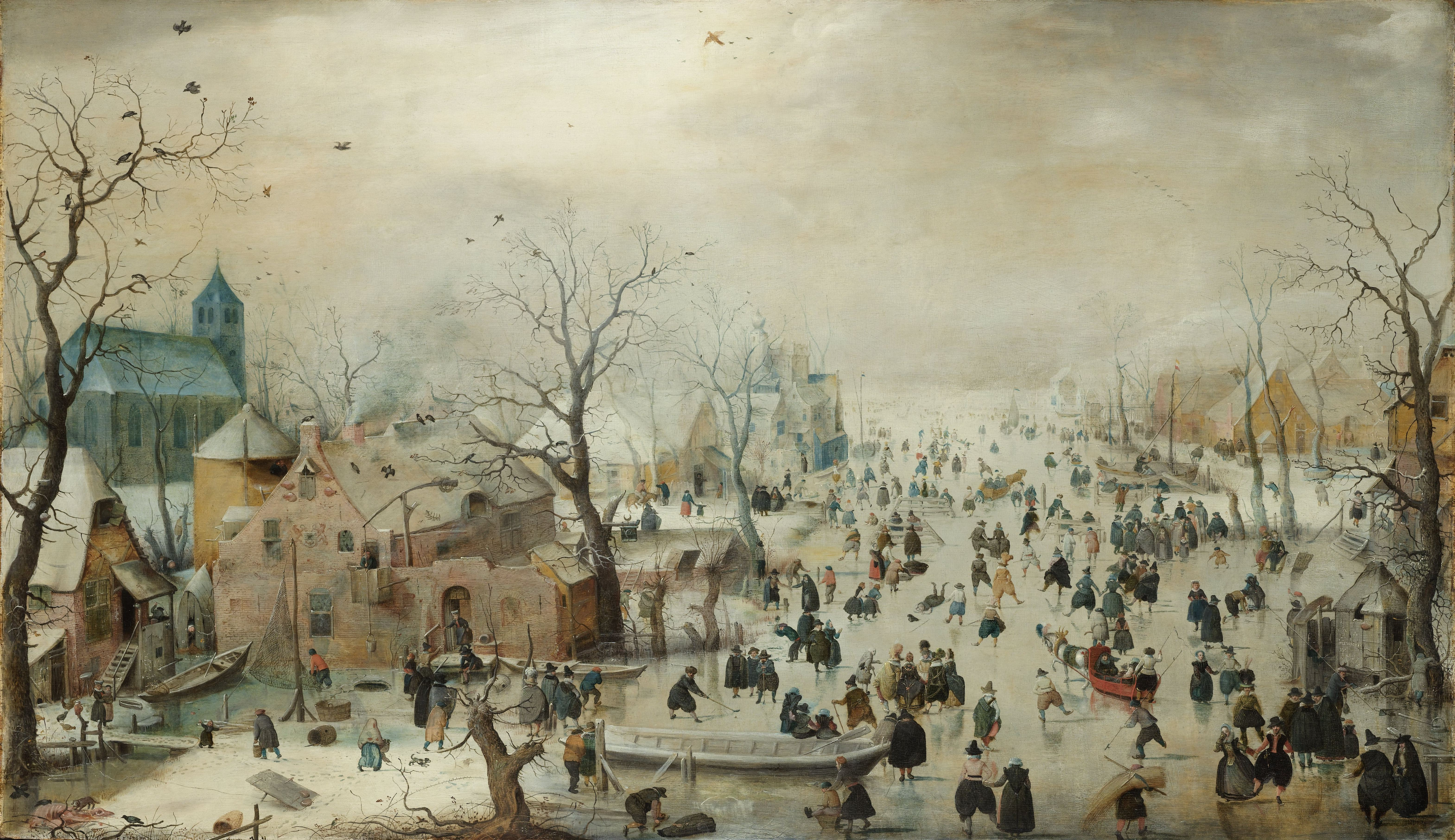
Paisatge d'hivern amb patinadors sobre gel (1608)
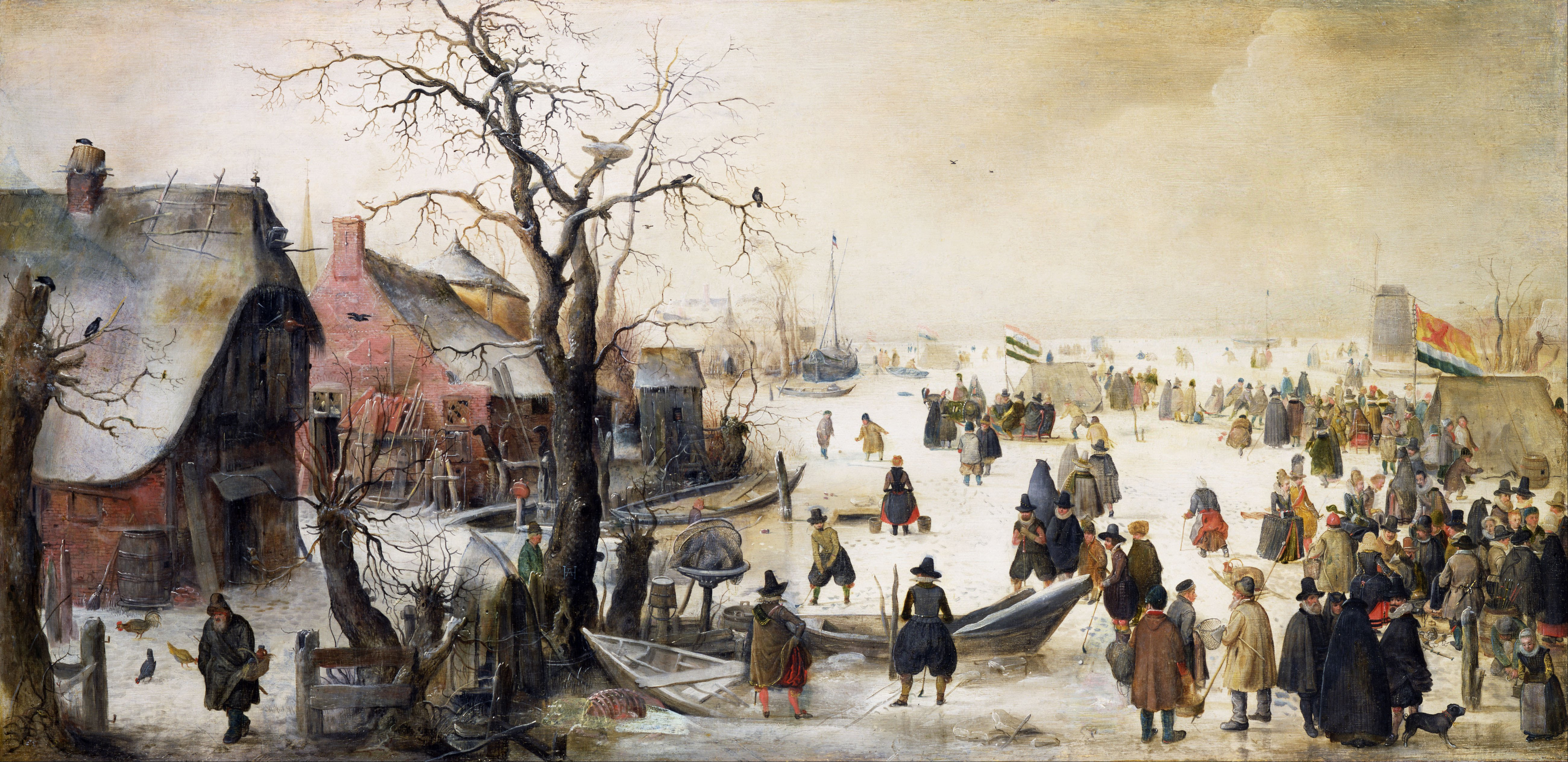
Escena hivernal sobre un canal (1615)
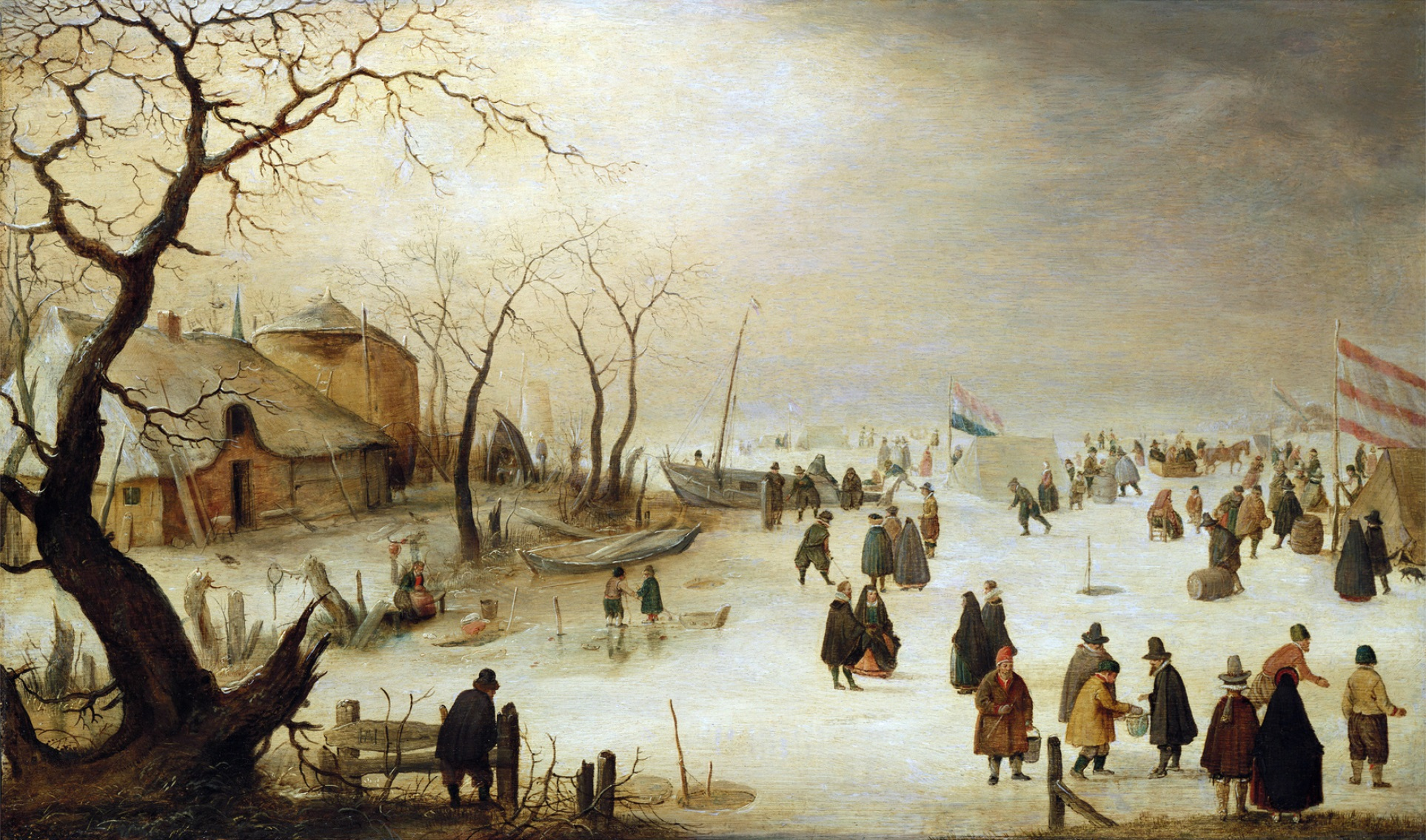
Paisatge fluvial hivernal amb figures sobre el gel (1620s)